# Kisemu
Kisemu è una circoscrizione mista (mixed ward) della Tanzania situata nel distretto rurale di Morogoro, regione di Morogoro. Conta una popolazione di 9 137 abitanti (censimento 2012).